# Ib Bjørn Poulsen
Ib Bjørn Poulsen (12. august 1940 i Gentofte – 27. januar 2009) var en dansk politiker, der var medlem af Folketinget og Frederikshavn Byråd for SF, han kom til Frederikshavn i 1965, da han blev ansat på Frederikshavn Værft. 
Poulsen var: 
- folketingsmedlem i to perioder, i alt 11 år, fra 1977 til 1988, hvor han blandt andet fungerede som statsrevisor.

- opvokset i Gentofte, havde realeksamen, maskinisteksamen og sejlede som maskinmester i rederiet J. Lauritzen.

## Ekstern henvisning
- Kort om Ib Bjørn Poulsen Arkiveret 11. marts 2007 hos  Wayback Machine
- BERLINGSKE - Ib Bjørn Poulsen er død